# Walter Steinbauer
Walter Steinbauer (Dießen am Ammersee, 20 de enero de 1945-Murnau am Staffelsee, 28 de mayo de 1991) fue un deportista alemán que compitió para la RFA en bobsleigh en la modalidad cuádruple.
Participó en los Juegos Olímpicos de Sapporo 1972, obteniendo una medalla de bronce en la prueba cuádruple. Ganó cuatro medallas en el Campeonato Mundial de Bobsleigh entre los años 1969 y 1973, y dos medallas en el Campeonato Europeo de Bobsleigh, en los años 1970 y 1971.

## Palmarés internacional
| Juegos Olímpicos   | Juegos Olímpicos             | Juegos Olímpicos  | Juegos Olímpicos |
| Año                | Lugar                        | Medalla           | Prueba           |
| ------------------ | ---------------------------- | ----------------- | ---------------- |
| 1972               | Sapporo (Japón)              | Medalla de bronce | Cuádruple        |
| Campeonato Mundial |                              |                   |                  |
| Año                | Lugar                        | Medalla           | Prueba           |
| 1969               | Lake Placid (Estados Unidos) | Medalla de oro    | Cuádruple        |
| 1970               | Sankt Moritz (Suiza)         | Medalla de oro    | Cuádruple        |
| 1971               | Cervinia (Italia)            | Medalla de plata  | Cuádruple        |
| 1973               | Lake Placid (Estados Unidos) | Medalla de bronce | Cuádruple        |
| Campeonato Europeo |                              |                   |                  |
| Año                | Lugar                        | Medalla           | Prueba           |
| 1970               | Cortina d'Ampezzo (Italia)   | Medalla de oro    | Cuádruple        |
| 1971               | Königssee (RFA)              | Medalla de plata  | Cuádruple        |